# 14543 Sajigawasuiseki
14543 Sajigawasuiseki eller 1997 SF11 är en asteroid i huvudbältet som upptäcktes den 28 september 1997 av Saji-observatoriet. Den är uppkallad efter en typ av sten kallad Sajigawa-suiseki.
Asteroiden har en diameter på ungefär 7 kilometer.